# Boeing XPBB Sea Ranger
Boeing XPBB-1 Sea Ranger (Boeing 344) là một mẫu thử tàu bay tuần tra ném bom, nó được chế tạo cho Hải quân Hoa Kỳ. Đơn đặt hàng cho loại máy bay này đã bị hủy để tập trung chế tạo loại máy bay ném bom Boeing B-29, do đó chỉ có duy nhất 1 mẫu thử được hoàn thành.

## Tính năng kỹ chiến thuật (XPBB-1 Sea Ranger)
Dữ liệu lấy từ War Planes of the Second World War: Volume Six 
Đặc điểm tổng quát
- Kíp lái: 10
- Chiều dài: 94 ft 9 in (28,89 m)
- Sải cánh: 139 ft 8½ in (42,59 m)
- Chiều cao: 34 ft 2 in (10,42 m)
- Diện tích cánh: 1.826 ft² (169,7 m²)
- Trọng lượng rỗng: 41.531 lb (18.878 kg)
- Trọng lượng có tải: 62.006 lb (28.185 kg)
- Trọng lượng cất cánh tối đa: 101.130 lb (45.968 kg)
- Động cơ: 2 × Wright R-3350-8, 2.300 hp (1.716 kW)  mỗi chiếc

 Hiệu suất bay 
- Vận tốc cực đại: 186 knot (214 mph, 345 km/h) trên mực nước biển
- Tầm bay: 6.300 mi (5.500 nm, 10.000 km) (Lớn nhất)
- Tầm bay thường: 3.691 hải lý, (4.245 mi, 6.834 km)
- Trần bay: 22.400 ft (6.830 m)
- Vận tốc lên cao: 980 ft/phút (4,98 m/s)
- Tải trên cánh: 34 lb/ft² (166 kg/m²)
- Công suất/trọng lượng: 0,15 hp/lb (0,24 kW/kg)

Trang bị vũ khí

- Súng: 8 × súng máy.50 in (12,7 mm)
- Bom: 20.000 lb (9.100 kg)